# أولسيا دي مونتسيرات (برشلونة)
بلدية أوليزا دي مونتسيرات (بالكاتالانية: Olesa de Montserrat) هي إحدى بلديات مقاطعة برشلونة، والتي تقع في منطقة كاتالونيا، شرق إسبانيا.
يبلغ عدد سكانها 22.257 نسمة وفقاً لإحصائية سنة (2007).

## توأمة
لأولسيا دي مونتسيرات (برشلونة) اتفاقيات توأمة مع كل من:
- Weingarten (Baden) [الإنجليزية]‏
- دول
- نوناتولا

## أعلام
- جوسيب ماريا أوليفر كاباسا
- خوسيه سيجورا